# 沢りつお
沢 りつお（さわ りつお、1935年12月20日 - ）は、日本の男性俳優、声優。テアトル・エコー所属。

## 来歴
東京都出身。埼玉県立熊谷高等学校卒業後は米軍基地PXに勤務し、3年後に役者の道へ進む。劇団エトセトラ、劇団メイフラワーを経て、1961年劇団テアトル・エコーに第2期生として所属する。初舞台はキノトール作の『男の中の男』。

## 人物
吹き替え黎明期から活動しており、声優としては洋画・海外ドラマの吹き替えを中心に活動する。アニメでは老人役を演じることが多い。
テアトル・エコーのホームページでは、写真ではなく似顔絵が掲載されていた。ただし、『仮面ライダー』のインタビューやドラマへの出演、声優辞典での紹介などにおいて、顔出しを拒むことはほとんどない。
ハリウッドまたは海外の映画に出演することを目標としており、その夢は70歳を超えた後もあきらめていないと語っている。
特技は謡曲（観世流）。

## エピソード
テレビドラマでは「仮面ライダーシリーズなど特撮番組の怪人役がよく知られている。昭和仮面ライダーシリーズの怪人声優では出演回数が最も多い。
『仮面ライダー』では、録音担当の太田克己に、「僕らテアトル・エコーの俳優はアドリブが大好きだからね、乗ってきたら、どんどんエスカレートしちゃうよ」と断っていた。対する太田も「乗りのいい人」だったそうで、「どんどんやってよ」と応えたそうで、「アフアフアフ」、「アフィーアフィー」など、独創的な鳴き声を数々生んだ。アイデアが出ない時は怪人の名前をひっくり返したり英語を用いるなどしていた。太田とは互いに信頼関係を築いていたと言い、太田の手腕が『仮面ライダー』のヒットに繋がったと評価している。
『仮面ライダー』では、最初に演じた死神カメレオンを除き、方言のような独特のイントネーションを用いている。『仮面ライダーV3』では、鋏の怪人で「シザ〜ス」、ハエの怪人で「フラ〜イ」、カニの怪人で「タ〜ラ〜バ〜」など、言葉通りどんどんエスカレートしている。当時、行きつけのレストランで海老料理を出す店があり、ザリガニの怪人の鳴き声に、このレストランの店名を使った際には流石に太田もNGを出した。
『V3』の頃、同僚の峰恵研が、悪の怪人を演じ続けることに悩んでいたそうであるが、2人で銭湯に行ったところ、子供たちが「フラ〜イ!」「ズカ〜ッ!」と彼らの創案した鳴き声を遊びに取り入れ、楽しそうに怪人ごっこをしているのを見て、思わず「俺たちのやっていることは間違っていなかったんだ、やってよかった」と2人で喜びあった。
また、シリーズ第1話に登場する怪人の担当が多く、最も印象に残る怪人の声として『仮面ライダーV3』の「ハサミジャガー」、『仮面ライダーX』の「ネプチューン」、『仮面ライダー (スカイライダー)』の「ガメレオジン」を挙げている。また、最終話では『仮面ライダーV3』の「ザリガーナ」を、『仮面ライダーアマゾン』では敵のボスとして、シリーズ初のレギュラーである「十面鬼」役を演じたが、沢は「ボス役は性に合わない。思っていたより面白くなくて疲れてしまった」と述べている。
怪人役を演じるにあたっては悪役という意識はなく、人間味を残すことを心がけていた。

## 出演

### テレビドラマ
- 隠密剣士 第31話（1963年、TBS） - 町人
- 忍者部隊月光 第21話（1964年、CX） - ブラック団工作員・ジャガー[注釈 1]
- ゼロ戦黒雲隊（1964年 - 1965年、NET）
- 特別機動捜査隊（1968年、NET）
  - 第270話 - 工員 ※沢りつを名義
  - 第349話 - 吉沢 ※沢りつを名義
- 女殺し屋 花笠お竜（1969年、12ch）
- ライオン奥様劇場・喪服の花嫁（1969年、CX） - 林
- 鬼平犯科帳 第1シリーズ（1970年、NET / 東宝）
  - 第31話「女の毒」 - 町人
  - 第58話「雨の湯豆腐」‐ 御座松の孫八
- 鬼平犯科帳 第2シリーズ 第13話「雨乞い庄右衛門」（1971年、NET / 東宝） - 八十八
- 一心太助 第23話「三河物語異聞」（1972年、CX / 国際放映） - 新谷
- 太陽にほえろ!（NTV）　
  - 第13話「殺したいあいつ」（1972年） - 「宗吉」の客
  - 第170話「再出発」（1975年） - 田代信男
  - 第396話「記念樹」（1980年） - 矢野英貴
  - 第405話「時効」（1980年） - 金庫破り
- ジキルとハイド（1969年制作 / 1973年放映、CX）
- 幡随院長兵衛お待ちなせえ 第22話（1974年、NET）
- 傷だらけの天使（1974年、NTV）※沢りつ男名義
- 伝七捕物帳（1974年、NTV / ユニオン映画）
- 熱中時代・刑事編 第5話「赤頭巾と熱中刑事」 （1979年、NTV）- 中古車センター係員
- 大捜査線 第24話（1980年、CX / ユニオン映画） - 花山
- 熱中時代 第2シリーズ 第13話「熱中先生 お化け退治」（1980年、NTV） - 妖怪の声
- 刑事物語'85 第5話「OLに何が起きたのか?」（1985年、NTV）
- 総理と呼ばないで 第10話（1997年6月10日、CX）
- ドラマ愛の詩「ズッコケ三人組」 第10回「ズッコケ結婚相談所」（1999年、NHK教育テレビ） - ラジオの声

### 映画
- ゴルゴ13（1973年、東映） - ワルターの部下
- 白神渡海（2001年） - 是琢和尚

### テレビアニメ
1963年
- 鉄腕アトム (アニメ第1作)

1969年
- 海底少年マリン（部下）
- ひみつのアッコちゃん（第1作）（1969年 - 1970年、カバ、大男、浜田、男、大助 他）

1970年
- 魔法のマコちゃん（ダバゴン先生）
- 昆虫物語 みなしごハッチ

1971年
- 原始少年リュウ（1971年 - 1972年）

1972年
- 赤胴鈴之助
- 科学忍者隊ガッチャマン（隊長）

1973年
- 荒野の少年イサム
- ジャングル黒べえ

1974年
- 空手バカ一代 ※沢りつお、沢利志夫名義
- ど根性ガエル

1975年
- 宇宙の騎士テッカマン（ブレーン）
- 元祖天才バカボン（1975年 - 1976年）
- はじめ人間ギャートルズ（1975年 - 1976年）

1976年
- UFO戦士ダイアポロン（ベムラー、バライ）
- 妖怪伝 猫目小僧（ゆさぶり坊主）

1977年
- 一発貫太くん（竜介）
- 激走!ルーベンカイザー（高本社長）
- 氷河戦士ガイスラッガー（ガロロ大尉、ババン司令、ババス隊長）
- ルパン三世 (TV第2シリーズ)（1977年 - 1978年）

1978年
- 女王陛下のプティアンジェ（カーペンター）
- ペリーヌ物語（ギョーム 他）
- 野球狂の詩（1978年 - 1979年、運転手、トレーナー、監督）

1979年
- 赤毛のアン（マーチン）
- サイボーグ009（1979年版）（爺さん）
- ドラえもん（テレビ朝日版第1期）（1979年 - 1985年、先生〈初代〉、与作、木の星調査員 他）

1980年
- あしたのジョー2（1980年 - 1981年）
- こぐまのミーシャ（タルリッチ）
- 釣りキチ三平（測量隊長）
- 鉄腕アトム (アニメ第2作)（空港のロボット係官）
- 無敵ロボ トライダーG7（ズルチン）

1981年
- うる星やつら（1981年 - 1986年、ラムの父 他）
- おはよう!スパンク
- 怪物くん（白沢監督、エーベンバッハ男爵 他）
- 最強ロボ ダイオージャ
- 新・ど根性ガエル
- 太陽の牙ダグラム（駅員）
- 野生のさけび
- 六神合体ゴッドマーズ（バーキ）

1982年
- おちゃめ神物語コロコロポロン（ペガサス）
- ゲームセンターあらし（父、案内人）
- 白い牙 ホワイトファング物語（トム）
- スペースコブラ（1982年 - 1983年）
- 新みつばちマーヤの冒険（フィリップ）
- Dr.スランプ アラレちゃん（デレレンマン）
- 二死満塁（サングラスの鉄）

1983年
- パーマン（たこ焼き屋、監督、船長）
- フクちゃん（犯人）
- 未来警察ウラシマン（ミスターフォーチュン）

1984年
- 宗谷物語（航海長）
- ふしぎなコアラブリンキー（モア鳥人）
- ルパン三世 PARTIII

1985年
- ダーティペア（メルポット）

1986年
- 宇宙船サジタリウス（ノイス）
- 青春アニメ全集「ビルマの竪琴」（岡田一等兵）
- ハイスクール!奇面組（豊作）
- ボスコアドベンチャー
- マシンロボ クロノスの大逆襲（クロスロック）

1987年
- グリム名作劇場（子分、薬屋）
- ついでにとんちんかん（疫病神の親父）

1988年
- 魔神英雄伝ワタル（1988年 - 1989年、忍部オジジ、Dr.サッカサマー、アック・スモッグル、ウルバンバ）
- ミスター味っ子（1988年 - 1989年、及川かおる）

1989年
- 悪魔くん（1989年 - 1990年、視鬼魅）
- 獣神ライガー（大牙龍造）
- ピーターパンの冒険（死神）
- 魔動王グランゾート（ゼルチ、ザウル）

1990年
- 三丁目の夕日
- ジャングルブック・少年モーグリ（ボス猿、男B、番人B）
- 魔神英雄伝ワタル2（オジジ、ジサマ、ヒデーヨ）

1991年
- 機甲警察メタルジャック（浮浪者、重役）
- 絶対無敵ライジンオー（じいちゃん）

1992年
- 伝説の勇者ダ・ガーン（長老）
- スーパービックリマン（哲人トンガラテス / ダイソップ・ペロ）
- 姫ちゃんのリボン（鬼瓦権三）
- ファンタジーアドベンチャー 長靴をはいた猫の冒険（王様）
- 横山光輝 三国志

1993年
- 勇者特急マイトガイン（1993年 - 1994年、旋風寺裕次郎）

1994年
- ツヨシしっかりしなさい（老人）
- 覇王大系リューナイト（リード）

1995年
- スレイヤーズ（店主）

1996年
- 逮捕しちゃうぞ（八百バツ）
- るろうに剣心 -明治剣客浪漫譚-（義右衛門、浜風親方）

1997年
- 超魔神英雄伝ワタル（忍部オジジ）

1998年
- MASTERキートン（キャロル）

2000年
- 陽だまりの樹（多紀元琰）

2002年
- 犬夜叉（2002年 - 2003年、猿神さま、猪九戒）
- 真・女神転生Dチルドレン ライト&ダーク（ゼペックじいさん）

2003年
- アストロボーイ・鉄腕アトム（デコピン）
- WOLF'S RAIN（オーカム卿）
- TEXHNOLYZE（採掘老人）
- フルメタル・パニック? ふもっふ（鷲尾）
- ヤミと帽子と本の旅人（長老）

2004年
- Get Ride! アムドライバー（ホーク・ガラオックス）
- MONSTER（老人）

2007年
- D.Gray-man（院長）

2009年
- 蒼天航路（李傕）

### 劇場アニメ
1970年
- 海底3万マイル

1980年
- あしたのジョー
- 11ぴきのねこ（ネコC）

1981年
- 機動戦士ガンダムII 哀・戦士編（コノリー）
- ドラえもん ぼく、桃太郎のなんなのさ（村人）

1983年
- うる星やつら オンリー・ユー（ラムの父）

1984年
- 綿の国星（猫捕りのおっさんB）

1985年
- うる星やつら3 リメンバー・マイ・ラブ（ラムの父）

1987年
- 王立宇宙軍 オネアミスの翼（空軍パイロット）

1988年
- うる星やつら 完結篇（ラムの父）

1990年
- 走れ!白いオオカミ

1991年
- 安達が原（管理人）

1993年
- 機動戦士SDガンダムまつり（レズリー）

1999年
- 劇場版カードキャプターさくら（骨董屋主人）

### OVA
1987年
- X電車でいこう

1989年
- 真 魔神英雄伝ワタル（オジジ）

1990年
- 機動戦士SDガンダム外伝II 伝説の巨人（ジムヘンソン）
- THE八犬伝（墓田須藤）
- ビデオアニメ館 世界の名作童話
- ビデオアニメ館 日本のおとぎばなし

1994年
- 銀河英雄伝説

1995年
- 楽勝!ハイパードール（司令）

2000年
- 銀河英雄伝説外伝 決闘者（決闘の審判）

2004年
- 影Shadow（孫六）

### Webアニメ
- 魔神英雄伝ワタル 七魂の龍神丸（2020年、忍部オジジ）

### ゲーム
- コブラ 黒竜王の伝説（1989年、黒竜王）
- うる星やつら STAY WITH YOU（1990年、ラムの父）
- 仮面ライダー（1998年、死神カメレオン）
- 仮面ライダー 正義の系譜（2003年、地獄大使、サボテグロン、シオマネキング、サラセニアン、ナマズギラー、ワシカマギリ、狼男〈実験体〉）
- スーパーロボット大戦X（2018年、アック・スモッグル）

### 吹き替え

#### 映画
- イーナちゃんとテディベア（ペッカ）
- エミールと探偵たち（アウグスト・グルントアイス）
- オンリー・ザ・ロンリー（ジャック）
- カイロの紫のバラ
- カリートの道（ロランド・リマス〈アル・イスラエル〉、トニー・タグリアルッチ、ピート・アマデッソ）
- 頑張れフリッパー（船長）
- グランドゼロ（バランタイン）
- クリクリのいた夏（老人）※ソフト版
- ゲット・ショーティ
- 荒野の用心棒（ホワン〈ラフ・バルダッサーレ〉）※TBS新録版
- 再来!キョンシーズ（ムン道士）
- ザ・パッケージ/暴かれた陰謀
- サンタクロース ※テレビ朝日版
- 七福星（魔術師〈ウー・マ〉、ツァオ警視〈チョウ・ダーワー〉）
- 少林寺三十六房（棒術房住持）
- スウォーム ※テレビ朝日版
- スター・ウォーズ エピソード5/帝国の逆襲（2-1B）※劇場公開版（DVDリミテッドエディション収録）
- スタートレックIII ミスター・スポックを探せ!（バーのエイリアン）※ソフト版
- 聖者の眠る街（アーサー）
- 続・荒野の七人 ※TBS版
- 続ラブ・バッグ（マックスウェル）
- ダーク・ハーフ（ディガー・ホルト〈ロイヤル・ダノ〉）※テレビ東京版
- ダイ・ハード2（オズボーン・コクラン、軍用機コーパイ）※フジテレビ版
- チキ・チキ・バン・バン（ミスター・コギンズ〈デスモンド・リュウェリン〉）※TBS版
- チンパンジー・ジェニー（プリサー〈アール・ボーエン〉）
- D3 マイティ・ダックス 飛べないアヒル3
- 天国の約束
- トイズ（ジボ大将軍〈ジャック・ウォーデン〉）
- ヌーキー（チャーリー）
- ハメット
- ビッグ・ビジネス（ホームレス）※ビデオ版
- ビルとテッドの大冒険（ナポレオン・ボナパルト）
- ブラッド・イン ブラッド・アウト（アイヴァン・バーネット警部補〈ヴィング・レイムス〉）
- フリー・ウィリー（ブロディ）※ソフト版
- ブロードウェイのダニー・ローズ（ジャック・ロリンズ）
- ベートーベン2 ※ソフト版
- 冒険活劇 上海エクスプレス（町長〈ウー・フォン〉、保安隊員〈ウー・マ〉、見物人〈イップ・ウィンチョウ〉）
- ホワイトハンター ブラックハート（ジブリンスキー）
- MR.デスティニー（レオ・ハンセン）
- ミュータント・ニンジャ・タートルズ3（ノリナガ〈サブ・シモノ〉）
- ミラクルマスターII/L.A.時空大戦（ウェンデル〈アーサー・マレット〉）
- メリー・ポピンズ（ミスター・ビンナクルー〈ドン・バークレー〉）※ソフト版
- リーサル・ウェポン2/炎の約束 ※ソフト版
- リトルキョンシー 幽霊童子（セイチク）
- 隣人（ワトキンス）※ソフト版
- ルーキー（バーテンダー）※ソフト版
- ロゼッタ（ロッキー）
- ロックアップ ※ソフト版

#### ドラマ
- V（ハム・タイラー〈マイケル・アイアンサイド〉）※ソフト版
- 俺がハマーだ!
  - シーズン1 #4（ダン）
  - シーズン2 #6（殺し屋〈アル・イスラエル〉）
- 恐竜家族
- 主任警部モース オックスフォード運河の殺人（アルフレッド・マッソン）
- ジム・ヘンソンのストーリーテラー（囚人たち）
- ナイトライダー
  - シーズン2 #8（ボロ車の男性）
  - シーズン4 #8（ロン）
- マペット放送局（ゲイリー・カウエンガ）
- 名探偵モンク3
- ルーツ（トランブル）※ソフト版

#### アニメ
- ディズニー 各作品（ルードヴィヒ・フォン・ドレイク教授）※BVHE版2代目
- アイドル忍者タートルズ（店主）
- アラジン
- アラジン完結編 盗賊王の伝説（ハキーム、盗賊）
- アラジンの大冒険（ハキーム）
- 王と鳥（警視総監）※LD版
- おしゃれキャット（ワルドー）
- オリビアちゃんの大冒険（シャーロック・ホームズ）
- グーフィー・ムービー ホリデーは最高!!（レスター）
- クワック・パック（ルードヴィヒ・フォン・ドレイク教授）
- コルドロン
- 西遊記 孫悟空対白骨婦人（蛇怪）
- ザ・シンプソンズ（居残り教室の教師、体育教師、評論家、店主、妄想の男2）
- セントラルパークの妖精 スタンリーのゆかいな冒険
- ダンボ ※1983年再公開版
- タンタンの冒険
- チップとデールの大作戦（メップス〈2代目〉）※テレビ東京版
- テイルスピン（ルーイ〈2代目〉）
- トイ・ストーリー（ピザ屋）
- ハウス・オブ・マウス（ルードヴィヒ・フォン・ドレイク教授）
- バットマン（カール・ロッサム〈初代〉）
- ピーター・パン（海賊）※1984年再公開版
- ピノキオ ※1983年再公開版
- ポカホンタスII/イングランドへの旅立ち（モップがけの船員）
- ロビン・フット（ノッティンガムのシェリフ）※劇場公開版
- わんぱくダック夢冒険（ジャイロ・ギアルース）
- わんわん物語（ジムの友人）※1989年再公開版

### 特撮
1968年
- 戦え! マイティジャック（第4話のQのボスの声）

1971年
- 帰ってきたウルトラマン（暗殺宇宙人ナックル星人の声）
- 仮面ライダー（カメレオン男の声、ムカデラスの声、ガマギラーの声、トリカブトの声）

1972年
- ウルトラマンA（地底エージェント ギロン人の声、異次元人マザロン人の声、伝説怪人ナマハゲの声）
- 仮面ライダー（プラノドンの声、イソギンチャックの声、ハリネズラスの声、シオマネキングの声、クラゲウルフの声）
- 突撃! ヒューマン!!（フラッシャーレッドアイの声、フラッシャーブラックマスクの声・スーツアクター）
- 変身忍者 嵐（1972年 - 1973年、化身忍者の声）
- ミラーマン（第29・30・36話のインベーダーの声）

1973年
- 仮面ライダーV3（ハサミジャガーの声、テレビバエの声、ガマボイラーの声、クサリガマテントウの声、ドクダリアンの声、カニレーザーの声、ドクロイノシシ の声、ユキオオカミの声、コダマムササビの声）
- ファイヤーマン（メトロール星人の声、ブラックサタンの声）
- ロボット刑事（センスイマンの声）

1974年
- ウルトラマンタロウ（荒垣修平の声）※第49・50話のみ
- SFドラマ 猿の軍団（猿の声）
- 仮面ライダーV3（シーラカンスキッドの声、ザリガーナの声）
- 仮面ライダーX（ヘラクレスの声、鉄腕アトラスの声、怪人キャッテイウスの声、ユリシーズの声、クモナポレオンの声）
- 五人ライダー対キングダーク
- 仮面ライダーアマゾン（1974年 - 1975年、十面鬼ゴルゴスの声）

1975年
- 仮面ライダーストロンガー（オオカミンの声、奇械人ワニーダの声、奇械人ハゲタカンの声、カメレオーンの声、コウモリ奇械人の声、奇械人毒ガマの声、ドクロ少佐の声〈初代〉、岩石男爵の声（2代目）、磁石団長の声、コントロールタワーの声）

1976年
- 宇宙鉄人キョーダイン（タイホーンの声）
- 円盤戦争バンキッド（エスガル少尉の声、ダブリュス中尉の声）
- ザ・カゲスター（ナレーター、カゲロベエの声）
- ザ・カゲスター（劇場版）（カゲロベエの声、蜘蛛怪人の声）
- 超神ビビューン（カラステングの声、フデマの声、猫又の声）
- バトルホーク（ダイガの声、錨むちの声、ウロコザルの声）

1977年
- 円盤戦争バンキッド（ケイタボ少佐の声、ディーゲル大佐の声）
- 超神ビビューン（ノブスマの声、ジゴクモドキの声、再生妖怪の声）

1979年
- 仮面ライダー（新）（ガメレオジンの声、カマギリジンの声）
- メガロマン（スメラー総統の声）

1980年
- 仮面ライダー（新）（オオカミジンの声、オオバクロンの声、タコギャングの声、ガマギラスの声、ウニデーモンの声、ドロリンゴの声、タガメラスの声）
- 仮面ライダー 8人ライダーVS銀河王

1981年
- 仮面ライダースーパー1（ヤッタラダマスの声、ビデオンの声、コマサンダーの声）

1985年
- 兄弟拳バイクロッサー（ゴーラゾンガー / ブライゾンガーの声、オオテングの声）

1997年
- 激走戦隊カーレンジャー（MMシューリスキーの声）

### その他コンテンツ
- CR魔神英雄伝ワタル（アック・スモッグル）
- こどもにんぎょう劇場「いたい夢」
- 泉鏡花記念館（展示室内のナレーションと朗読）
- バンダイ「キャラコンゴジラ」（CMナレーション）